# Rygdag
Rygdag (Rykdag, Rikdag, Ricdag), (zm. 985) – margrabia Miśni w latach 982–985.
Pochodzenie Rygdaga nie jest wyjaśnione, polski historyk Oswald Balzer widział w nim przedstawiciela bocznej linii dynastii Wettynów, lecz za protoplastę tego rodu uważany jest żyjący dopiero w XI wieku hrabia Thimo. W 982 Rygdag uczestniczył w bitwie przeciw Słowianom. Zapewne w tym samym roku, po śmierci margrabiego Guntera z Merseburga objął władzę w Miśni. W 985 wraz z siostrą Eilsuit założył klasztor w Gerbstedt.
Z małżeństwa z nieznaną z imienia kobietą pozostawił dwoje lub troje dzieci:
- Karola,
- nieznaną z imienia – żonę księcia polskiego Bolesława I Chrobrego,
- Gerburgę – opatkę klasztoru w Quedlinburgu.